# Паркан 2
Паркан 2 - відеогра в жанрі космічного симулятора, продовження гри Паркан: Хроніка Імперії. Паркан 2 сильно відрізняється від свого попередника. Паркан 2 вийшла за вісім років після першої частини і об'єднала основні риси Хроніки Імперії та Залізної стратегії. Значно поліпшилися фізика боїв, графіка, яскравість.

## Опис
Система керування грою, планетами та дронами стала зручнішою. Створено величезну ігрову універсальність, понад 500 зоряних систем, істотно вдосконалено міжзоряну та міжпланетну навігацію. Попри це, гра вийшла трохи недосконалою і вимагала серйозних виправлень. Разом із тим, фанатам світу Паркана дуже не сподобалися деякі кардинальні зміни в ігровому світі, наприклад, обмеження на кількість колоній у секторі й обмежений обсяг трюму космічного корабля.
Паркан II - це нетривіальна суміш одразу кількох жанрів, що дозволяє гравцеві почуватися пілотом космічного корабля, загубленого у Всесвіті. Йому доведеться досліджувати сотні зоряних систем, брати участь у низці жарких боїв і зустрітися з новим ворогом - таємничою істотою, що називає себе "Гегемаунтом".

## Зброя корабля з гри «Паркан II»
- Лазерна зброя:
  - Лазер SL1-H
  - Випромінювач SL2-D
  - Лазер SL3-O
  - Променемет SL4-X
  - Корабельні лазера
  - Лазер SL1-H
  - Випромінювач SL2-D
  - Лазер SL3-O
  - Лучесет SL4-X
  - Випромінювач SL6-A
- Хімічні й електрохімічні гармати:
  - Гармата SG1-H
  - Гармата SG2-D
  - Прискорювач SG3-O
- Електромагнітні гармати:
  - Гармата SG4-X
  - Гармата SG5-M
  - Анігілятор SG6-A
  - Корабельні ракети
  - Ракета SR1-H «Голка»
  - Ракета SR2-D «Клинок»
  - Торпеда ST4-X «Шторм»
  - Торпеда ST5-M «Самум»
  - Торпеда ST6-A «Ураган»[5]